# NGC 7503
NGC 7503 è una galassia ellittica situata nella costellazione dei Pesci. Scoperta il 2 settembre 1864 dall'astronomo Albert Marth, è la galassia più luminosa del suo cluster. Nel 2001 una supernova di tipo Ia  è stata individuata al suo interno.